# Cinelerra

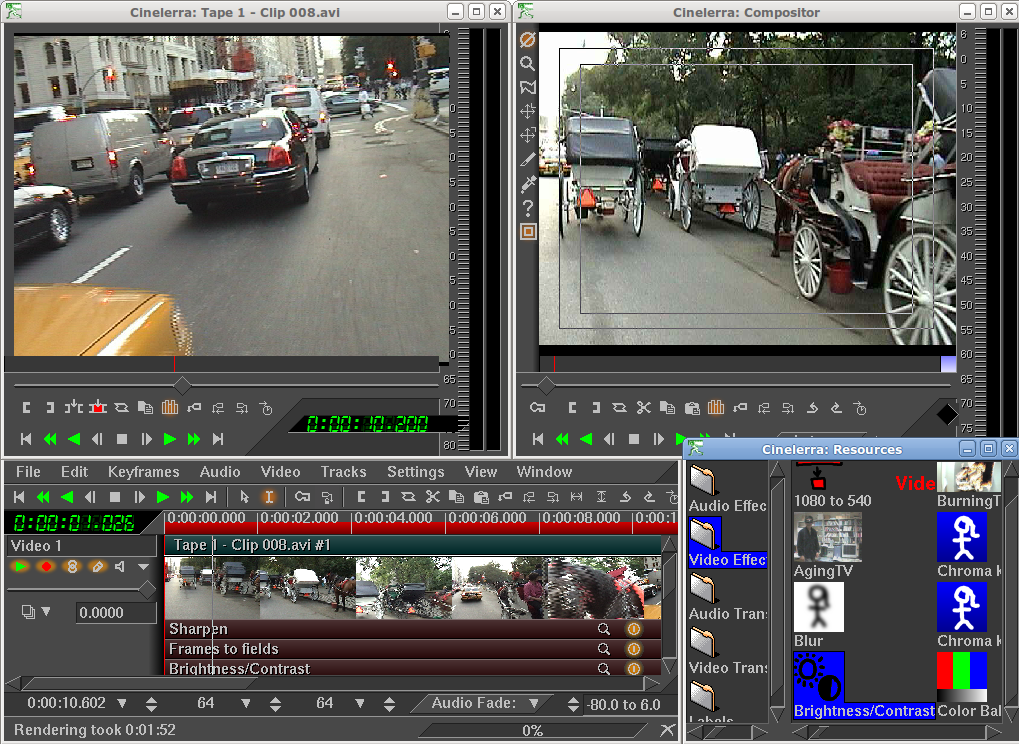
Cinelerra 2.1 im Einsatz für die Videobearbeitung

Cinelerra ist eine freie, nichtlineare Videoschnittsoftware für das Betriebssystem GNU/Linux. Cinelerra unterstützt neben der Bearbeitung außerdem den grundlegenden Compositing-Funktionen wie Keying und Maskieren je nach Variante auch fortgeschrittene Kompositionsbearbeitung wie Titelgenerator, viele Effekte zur Bearbeitung von Video und Audio, Keyframe-Automatisierung und viele andere professionelle Funktionen. Es verarbeitet Audio als 64-Bit-Gleitkommazahlen. Video wird in den Farbräumen RGB(A) oder YUV(A) als 16-Bit-Ganzzahl oder -Gleitkommazahl verarbeitet. Dies ist unabhängig von Auflösung und Bildwiederholrate. Die GG-Variante kann bis zu 8K-Video unterstützen, und auch DVDs und Blu-rays erstellen.

## Geschichte
1996 veröffentlichte Adam Williams von Heroine Virtual, Hauptentwickler des ursprünglichen Cinelerra, ein Audioschnittprogramm namens Broadcast 1.0, das Audiodateien bis 2 GByte verarbeiten konnte. 1997 wurde Broadcast 2.0 mit einer unbegrenzten Anzahl von Audiospuren veröffentlicht. 1999 erschien Broadcast2000, das zusätzlich die Bearbeitungsmöglichkeit für Videos enthielt. Aufgrund von UI-Einschränkungen schrieb Williams wesentliche Teile um und veröffentlichte diese am 12. August 2002 als Cinelerra, während Broadcast2000 von Heroine Virtual im September 2001 zurückgezogen wurde. Nachdem Cinelerra im Juni 2003 komplett neu geschrieben wurde, war es die erste 64-Bit-Medienproduktionsanwendung, die AMD-Opteron-Prozessoren unterstützte. Die Software wurde auf der Tagung SIGGRAPH 2004 in San Diego vorgestellt. Seitdem sind viele Veröffentlichungen erschienen. Die ursprüngliche Version wird noch von Heroine Virtual produziert. Die Open-Source-Gemeinschaft hat mehrere Ausgründungen erstellt, von denen jedoch nur eine noch aktiv ist. Auch wenn die verschiedenen Varianten gleich aussehen, gibt es doch erhebliche funktionelle Unterschiede zwischen ihnen. Eine vollständige Übersicht über die Versionen befindet sich im Abschnitt Versionsgeschichte.
Ein Überblick über die verschiedenen Varianten, die mehr als eine Version herausgegeben haben:
| Cinelerra Variante | Letzte Ausgabe und Version | Erste Ausgabe und Version | Distro (vorgefertigtes Programm)          | Neue Versionen | Unterstützte GUI Sprachen                                     |
| ------------------ | -------------------------- | ------------------------- | ----------------------------------------- | -------------- | ------------------------------------------------------------- |
| GG Infinity        | 31. Januar 2022, 2022-01   | 31. März 2016, 5.1        | Linux AppImage                            | Monatlich      | Englisch, Französisch, Deutsch, Russisch, Spanisch, Ungarisch |
| HV                 | 17. Mai 2024, 9            | 12. August 2002, 1.0.0    | Ubuntu                                    | jährlich       | DE, ES, EU, FR, IT, NB, PT_BR, SL                             |
| CV                 | 13. August 2015, 2.3       | 29. April 2003, 1.1.5     | In Repos älterer GNU/Linux-Distributionen | Inaktiv        | DE, ES, EU, FR, IT, NB, PT_BR, RU, SL                         |

## Benutzeroberfläche
Cinelerras Benutzeroberfläche gleicht der von anderen nichtlinearen Videobearbeitungssystemen wie Adobe Premiere Pro, Apples Final Cut oder Avids Media Composer.
Dem Benutzer werden vier Hauptarbeitsbereiche zur Verfügung gestellt (im Uhrzeigersinn von links unten im oberen rechten Bild):
- Das Programm-Fenster enthält die Programmsteuerung und die Zeitleiste (Timeline); die Zeitleiste gibt dem Benutzer eine zeitbasierte Ansicht des Videomaterials und der Audiospuren im Projekt; auch Schlüsselbild-Daten, Kamerabewegungen, Effekte oder Transparenz werden angezeigt.
- Das Betrachter-Fenster bietet die Möglichkeit, das Video- und Audiomaterial der Ressourcen von Anfang bis Ende durchzusehen und von dort selektiv in die Zeitleiste zu kopieren.
- Das Compositor-Fenster zeigt eine exakte Vorschau des finalen Projekts. Die Vorschau ist interaktiv, so dass das Positionieren von Video-Objekten möglich ist. Die Maskierung wird ebenfalls in der Vorschau vorgenommen.
- Das Ressourcen-Fenster zeigt alle verfügbaren Video- und Audioeffekte und die Video- und Audiodateien, die im aktuellen Projekt verfügbar sind.

Es gibt noch weitere Fenster, die bei Bedarf sichtbar gemacht werden können.
Cinelerra verwendet sein eigenes Widget-Toolkit Guicast (die Cinelerra-GUI-Bibliothek), das nicht den Benutzeroberflächen-Richtlinien der großen Linux-Desktops wie Gnome und KDE entspricht. Dies hat den Vorteil, dass es unabhängig von der verwendeten Distribution oder dem verwendeten Desktop gleich aussieht und funktioniert und nicht mehr von einer wechselnden Version des Desktops (z. B. GNOME 2/3) abhängt.

## Anwendungsbereich
Cinelerra ist im Umfeld professioneller Linux-Videoproduktionen entstanden, kann jedoch ohne Einschränkung auch für den privaten oder heimischen Videoschnitt eingesetzt werden.

## Auszeichnungen
Cinelerra wurde auf der NAB Show der National Association of Broadcasters 2004 gezeigt, der weltgrößten Messe für elektronische Medien. Zu diesem Anlass wurde die Software vom (heute nicht mehr existierenden) Online-Magazin The Cut neben anderen Videoschnittprogrammen mit dem Bob Turner’s Making THE CUT Award ausgezeichnet. Die Auszeichnung wurde „den besten und erstaunlichsten Postproduktions-Programmen verliehen, die auf der Ausstellung zu sehen waren“.
Ein Bewertungsbogen für Videoeditoren vom September 2017 vergleicht 9 nicht-lineare Videoschnittprogrammen, unter denen auch Cinelerra-GG.
Im Dezember 2018 nahm Libre Graphics World Cinelerra in seinen Vergleich der Nachhaltigkeit von Videoschnittprogrammen für Linux auf.

## Cinelerra.org
Die Website cinelerra.org wurde ursprünglich von Richard Baverstock, einem Mitglied der Cinelerra-CV-Gemeinschaft, am 10. Januar 2004 registriert. Im Januar 2014 hat die Cinelerra-CV-Gemeinschaft die Erneuerung von cinelerra.org übersehen. Die Domain wurde dann von einem anderen Projekt übernommen, das von Michael Collins, einem der Gründer von Cinelerra und IT-Fachmann mit Erfahrung in der Filmindustrie, geleitet wurde.
Es wurde organisiert, um alle bestehenden Cinelerra-Projekte zusammenzuführen und gleichzeitig zusätzliche Korrekturen und Verbesserungen vorzunehmen. Seit Anfang 2015 verfügt Cinelerra über ein offenes Git-Repository auf Google Code zur Analyse und Eingabe. 2015 wurde eine studioorientierte Version 5.0 von Cinelerra veröffentlicht.
Cinelerra.org unterstützt die Arbeit an Cinelerra-HV. Die Website verweist im Download-Bereich sowohl auf die HV- als auch auf die GG-Variante.

## Varianten

### Cinelerra-HV
Heroine Virtual gibt etwa jedes Jahr eine neue Version von Cinelerra frei, die nur als Quellcode und als ausführbare Version für Ubuntu verfügbar ist. Fehler und Nutzungsprobleme, die von der Open-Source-Gemeinschaft gefunden und gelöst werden und die Heroine Virtual übermittelt werden, führen selten zu einer sofortigen Reaktion. Erst bei der Veröffentlichung einer neuen Version wird der Changelog veröffentlicht. Obwohl es sich um Open Source handelt, wird der Quellcode für jede Veröffentlichung nur als vollständiger Download zur Verfügung gestellt. Ein zwischenzeitlicher Zugriff auf die Quelldateien ist nicht möglich. Der einzige Entwickler von Cinelerra-HV ist Adam Williams.
Um zwischen den verschiedenen Varianten der Software zu unterscheiden, werden die Versionen von Heroine Virtual auch Cinelerra-HV genannt.

### Cinelerra-CV / Cinelerra-CVE
Aufgrund sowohl der Verzögerung in der Entwicklung als auch des distrospezifischen Charakters des ursprünglichen Cinelerra schuf eine Gruppe von Entwicklern ihre eigene Variante von Cinelerra mit dem Namen Cinelerra-CV (wobei CV für Community-Version steht).
Bis Cinelerra 2.1 folgte die Versionsverwaltung von Cinelerra-CV derjenigen von Heroine Virtual. Nachdem Heroine Virtual eine Veröffentlichung produziert hatte, untersuchte Cinelerra-CV die durch die neue Version eingeführten Änderungen und fügte sie in ihre Version ein. Das Kürzel CV wurde am Ende der Versionsnummer hinzugefügt, um auf die Gemeinschaftsversion hinzuweisen. Zum Beispiel wurde die CV-Version nach der 2.1-Fusion mit 2.1CV bezeichnet. Ab Version 2.2 verwendet Cinelerra-CV sein eigenes Versionsschema, integriert aber noch Code von Cinelerra-HV.
Nach dem 26. Juni 2019 wurden die offiziellen Websites offline genommen und die URL wird auf die Website von Cinelerra-GG umgeleitet. Der damalige CV-Quellcode ist jedoch auf GitHub verfügbar, die letzte Quelltextaktualisierung fand 2018 statt. Die Mailingliste ab 2014 ist archiviert. Einträge ab 2005 sind in der Newsgroup gmane.org.video.cinelerra-cv.general zu finden.
Aufgrund von Schwierigkeiten beim Zusammenführen von Code-Änderungen im CVS startete Entwickler Einar Rünkaru 2010 sein eigenes Repository Cinelerra-CVE, eine Abspaltung von Cinelerra-CV. Das Repository befindet sich auf Github und zeigt regelmäßige Aktualisierungen.

### Lumiera
Anfang April 2008 kündigte die eine Gruppe von Entwicklern eine vollständige Neufassung der damaligen Gemeinschaftsversion, genannt Lumiera, an. Es entstand als Neuschreibung der Cinelerra-Codebasis namens Cinelerra3, wurde aber bald in ein unabhängiges Projekt mit eigenem Namen aufgeteilt. Mit Stand von April 2020 gibt es keine finale Anwendung. Das Projekt bleibt in einem Vor-Alpha-Entwicklungsstand mit einem jährlichen Fortschrittsbericht. Eine Vor-Alpha-Version vom März 2016 ist für Debian (die Jessie-Version) und Mint (Rafaela) verfügbar.

### Cinelerra-GG
Cinelerra-GG, ein separater Zweig von Cinelerra von William Morrow und Phyllis Smith, begann mit zusammengeführtem Code von Cinelerra-HV und Cinelerra-CV, wuchs aber schnell. Es wurde zunächst innerhalb von Cinelerra.org veröffentlicht (Cinelerra 4.6-mod, Cinelerra 5.0), danach auf der Website Cinelerra-cv.org (Cinelerra 5.0, Cinelerra 5.1, Cinelerra GG 5.1) und seit Dezember 2018 auf cinelerra-gg.org als Cinelerra-GG Infinity. William kam im November 2020 bei einer Fahrradtour ums Leben, aber Phyllis arbeitet weiterhin an Cinelerra-GG. Ein neuer Entwickler sorgt nun für regelmäßige Updates.
Ein wichtiger Punkt ist, dass Cinelerra-GG die Abhängigkeit von Systembibliotheken verringert, indem es sie dort einbezieht, wo es sinnvoll ist, wie ffmpeg und OpenEXR. Dies macht es auf verschiedenen Plattformen berechenbarer und ermöglicht es auch, neue Versionen vor der Plattform zu übernehmen.
Zu den Funktionen der Software gehören die Unterstützung für die neuesten Versionen von ffmpeg, Farbkorrekturwerkzeuge, Ultra HD bis 8K, zwei Schnittstellen für Audio-Plug-ins (LADSPA, LV2 sowie Calf Studio Gear), mehrere Rauschunterdrücker und Bewegungsstabilisatoren, Mehrkamera-Bearbeitung, Proxies, Medienfilterung für intelligente Ordner, 8 und 10-Bit-Farbräume, Vorabbeschnitt, Live-Vorschau von Quellen, gemeinsam genutzte Spuren, Gruppenbearbeitung, horizontale und/oder vertikale Aufteilung der Zeitlinie, Rendering-Voreinstellungsoptionen und die Möglichkeit, Arbeitsbereich-Layouts zu speichern. Es unterstützt über 400 Video-/Bildformate für die Dekodierung und über 150 für die Kodierung, einschließlich Apple ProRes, AV1 und WebM. Es verfügt über ein Sketcher-Plug-in für Freihandzeichnungen, unterstützt die Erstellung von HD-Blu-rays und DVDs sowie einige OpenCV-Plug-ins wie FindObj. Es ermöglicht verschachtelte Ausschnitte und die gemeinsame Nutzung von Ausschnitte zwischen Projekten (File-by-Reference).
Es unterstützt die Jog-Wheels ShuttlePRO V.2 und ShuttleXpress von Contour Design, mehrere Monitore, HiDPI und hardwarebeschleunigte Dekodierung/Kodierung über VAAPI/VDPAU/CUDA.
Genau wie die anderen Cinelerra-Varianten (außer Lumiera) verwendet Cinelerra-GG eine eigene GUI, die über elf GUI-Themes verfügt.
Die GG-Version befindet sich aktiv in der Entwicklung, mit einer stabilen Version am Ende jedes Monats. Es wird als 64 und 32 bit AppImage für Linux ausgeliefert. Der Quellcode ist als (manueller) monatlicher Download oder im git verfügbar.
Vor 2021 kam es als vorgepacktes Mehrbenutzerprogramm für acht verschiedene Linux-Distributionen (Ubuntu, Debian, Arch, OpenSuse, Slackware, Fedora, Centos, Mint). Wenn das entsprechende Repository zum Update-Manager einer Distribution hinzugefügt war, erschienen die monatlichen Updates automatisch. Zusätzlich gibt es Single-User-Builds für die o. g. Linux-Distributionen sowie FreeBSD und Gentoo. Alle Builds sind in 64-Bit verfügbar; für Debian 9, Slackware und Ubuntu 14 gibt es auch 32-Bit-Einzelplatz-Builds. Als Proof-of-Concept gibt es in der Version 2020-01 eine Windows-Version mit eingeschränktem Funktionsumfang.
Zusätzlich zu den monatlich erscheinenden Versionen der GG-Version ist sie auch in zwei Linux-Varianten erhältlich, die dem Multimedia-Bereich gewidmet sind: AVLinux, Bodhi Linux Media. Es ist auch im DeLinuxCo und im leichtgewichtigen Elive enthalten, von dem die 32-Bit-Version auch auf älteren Rechnern nutzbar ist.
Entwickler und Benutzer von Cinelerra-GG kommunizieren über drei englischsprachige Plattformen: das Forum (benutzerorientiert), einen Bugtracker (Feature-Anfragen, Bugs, Roadmap) und eine Mailingliste (Entwicklerdiskussionen). Jede monatliche Veröffentlichung enthält eine beträchtliche Anzahl von Änderungen aufgrund von Diskussionen und Informationsaustausch auf diesen Plattformen.
Cinelerra-GG verfügt über ein sehr umfangreiches, aktiv gepflegtes Handbuch in sowohl HTML- als PDF-Form, auf das auch von Cinelerra-GG aus zugegriffen werden kann. Das Handbuch ist sowohl für Anfänger (z. B. mit einem Quickstart-Abschnitt) als auch für Profis nützlich. Dazu gibt es einen YouTube-Kanal mit Tutorials.

## Versionsgeschichte
Ereignisse des ursprünglichen Erstellers Heroine Virtual wurden mit HV, die der Community-Version mit CV und die der GG-Infinity-Variante mit GG angegeben.
| Variante | Version | Veröffentlichung   | Änderungen |
| -------- | ------- | ------------------ | --- |
|          |         | 15. Juni 2000      | Schaffung des Projekts Cinelerra. Nach vielen Diskussionen zwischen Adam Williams und Michael Collins über die Entwicklung von Non-Linear-Editing unter Linux stellte Williams dem Geschäftspartner Michael Collins in Sunnyvale, Kalifornien, den Namen und das Konzept von Cinelerra vor. |
| HV       | beta 1  | 10. Juni 2002      | Die SourceForge-Sicherungsdateien von HV zeigen eine große Aktivität vom 9. September 2001 bis zur Version 1.1.0. |
| HV       | beta 2  | 12. Juli 2002      | |
| HV       | 1.1.0   | 12. August 2002    | Erste Ausgabe. |
| HV       | 110802  | 8. November 2002   | Diese Version identifizierte sich immer noch als Version 1.1.0, wies aber gegenüber der Version vom 12. August 2002 z. B. durch LADSPA-Unterstützung und Titeländerungen erhebliche Änderungen auf. Da es im Änderungsprotokoll seit der Veröffentlichung vom 12. August 2002 drei separate Kommentarblöcke gibt, ähnelt diese eher einer Version 1.1.3. |
| HV       | 1.1.5   | 11. Februar 2003   | Adaptives Deinterlacing, korrektes 16-Bit-Alpha-Blending, mehr ffmpeg/MPEG-4-Optionen |
| CV       | 1.1.5   | 29. April 2003     | Die erste Abspaltung; abgespaltet in eine Gemeinschaftsversion. Dabei wird das Versionskontrollsystem CVS verwendet. Die HV-Version verwendet SourceForge. |
| HV       | 1.1.6   | 12. Mai 2003       | Stilles Einfügen und Zwischenablage verschiebt Effekt-Keyframes richtig; Titler-Verbesserungen; IEEE1394-Verbesserungen; Ermöglichung des Hinzufügens von Spuren an beliebiger Stelle in der Zeitleiste; automatisches Scrollen der Zeitleiste beim Ziehen des Cursors |
| HV       | 1.1.7   | 11. August 2003    | Zeitdehnung basierend auf überlappenden Fenstern anstelle von FFT; Verwendung von ffmpeg-Decoder für MPEG-4; Freeze-Frame mit Zeilenverdopplungs-Option; Import von dvgrab- und lavtools-AVI-Dateien; Anpassungen für 64-Bit-X86-CPUs |
| CV       | 1.1.7   | 5. Oktober 2003    | Code von HV 1.1.7 zusammengefasst |
| HV       | 1.1.8   | 11. November 2003  | Sortierung von Dateiboxen; Spuranstoß; mehr Tooltips; musterloses Inverse Telecine; Verbesserungen beim Oversampling |
| HV       | 1.1.9   | 11. Februar 2004   | Meilenstein: Es wurde mehr Code von der Gemeinschaft als intern beigetragen |
| CV       | 1.1.9   | 17. Februar 2004   | Code von HV 1.1.9 zusammengefasst |
| HV       | 1.2.0   | 11. Mai 2004       | Diverse kleine Änderungen; Dekodierung von Sorenson und komprimierter Header durch Quicktime |
| HV       | 1.2.1   | 8. August 2004     | Aktualisierung auf Quicktime 2.0.4; Gleitkomma-Bildberechnungen; im 64-Bit-Modus offiziell stabiler als im 32-Bit-Modus |
| CV       | 1.2.1   | 16. August 2004    | Code von HV 1.2.1 zusammengefasst; h.264-Kodierung; Cineon benutzte diese Version auf NAB unter Fedora 1.2 und BSD 5: Dieser konnte 4K-Film mit 4096 × 4096 Pixeln verarbeiten, wenn die Grafikkarte dies zuließ; schnelle Bildwiederholraten von über 210 Bildern pro Sekunde bei 720 × 480 Pixeln, wobei gleichzeitig Live-HD-Video einer Videokamera in die Zeitleiste eingefügt wird; video4linux-Treiber Zoran-Chip. |
| HV       | 1.2.2   | 10. Januar 2005    | Treshold-Effekt; Unscharfmaskeneffekt; sphärischer Gradient; Bewegungs- und Rotationsverfolgung; Import von Graustufen-TIFF, Quicktime-Im- und Export von RGBA8888 |
| CV       | 1.2.2   | 18. Januar 2005    | Code von HV 1.2.2 zusammengefasst |
| HV       | 2.0     | 12. September 2005 | H.264- und MPEG-4-Unterstützung; direkter Import von MPEG-Video |
| CV       | 2.0     | 29. September 2005 | Code von HV 2.0 zusammengefasst |
| HV       | 2.1     | 2. Juli 2006       | Mehrere Verbesserungen bei der Audioverarbeitung; kompositorische Verbesserungen; eingeschränkte Unterstützung für DVD-Untertitel; OpenGL-Unterstützung für Compositing und viele Effekte; Verbesserungen bei der Bewegungsverfolgung |
| CV       | 2.1     | 7. September 2006  | Code von HV 1.2.1 zusammengelegt; erster Einsatz von git; multi-person merge |
| HV       | 4.0     | 8. August 2008     | allmähliche Entfernung von 10-bit- und 16-bit-RGB(A) und -YUV(A) seit Version ab 2.0; Ersetzung durch RGB YUV Float |
| HV       | 4.1     | 25. September 2009 | Verschachtelte Ausschnitte; Viewer-Fenster zeigt keine Videoclips an; Fehler in der nächsten Version auf Kosten der Entfernung einer anderen Funktion behoben |
| HV       | 4.2     | 17. Oktober 2010   | Bugfixes und persönliche Anforderungen. Bearbeitungen-ausrichten-Funktion, die alle Audio-Operationen mit dem Video ausrichtet; keyframeübergreifende Funktion, bei der das Hervorheben einer Region mit aktivierter Keyframe-Generierung bewirkt, dass Änderungen an allen Keyframes wirksam werden; Medieninhalte werden jetzt in Unterprozessen geöffnet, damit sie nicht das gesamte Programm zum Absturz bringen, wenn sie abstürzen bleiben; Ziehen und Ablegen von Clips ist nicht mehr möglich; die Funktion wurde hier und in zukünftigen Versionen entfernt                                                       |
| CV       | 2.1.5   | 21. November 2010  | CinelerraCV 2.1.5; SOWT-Audio-Unterstützung; andere Verbesserungen und Fehlerbehebungen |
| HV       | 4.3     | 6. August 2011     | Text-to-Movie ermöglicht die Umwandlung eines Skripts in einen Sofortfilm mit Live-Updates und Suchvorgängen |
| CV       | 2.2     | 13. November 2011  | Hermann-Vosselers-Bezier-Patch (Bezier-Automatisierung für Cinelerra-CV-Blenden, Kamera und Projektor); verbesserte Standardeinstellungen; erweiterter Audiobereich; Unterstützung für mehrzeilige Beschriftungen und Clip-Kommentare; automatische Erkennung von OpenGL und v4l2 |
| HV       | 4.4     | 7. September 2012  | Schnellerer Start und schnelleres Ansprechen; Audio-Oszilloskop; neue helle Benutzeroberfläche; 3-Wege-Farbkorrektur |
| HV       | 4.5     | 25. Oktober 2013   | Geschwindigkeitskurven hauptsächlich für Video und in verminderter Qualität für Audio; teilweise Kontrolle darüber, ob die Automatisierung folgt der Bearbeitungen folgt; Fähigkeit zur Übertragung von Keyframes zwischen Audio- und Videospuren; Speicherung temporärer Daten in /tmp/m und /tmp/r |
| HV       | 4.6     | 10. September 2014 | Arbeiten mit geteilten Fenstern; OpenGL wird auf Intel HD unterstützt; Titler-Verbesserungen; Fehlerkorrekturen |
| org      | 5.0     | 4. Juli 2015       | Cinelerra.org veröffentlicht eine studiozentrierte Version von Cinelerra mit dem Titel 5.0; vollständige Unterstützung von ffmpeg und zahlreicher unkomprimierter 4K- und 2K-Kinostandards von Kameraherstellern wie AJA, Blackmagic Design und Red |
| CV       | 2.3     | 13. August 2015    | Volle UTF-8-Unterstützung; komplett neue Overlay-Engine und Resampler; neue Grafiken; neue Plug-ins: GreyCStoration, C41, Bluebanana, color3way, find object, lens; einige Übersetzungen wurden aktualisiert (Deutsch, Italienisch, Französisch, Norwegisch, Portugiesisch); viele kleine Fehlerbehebungen; Änderungen im Bausystem; letzte CV-Version |
| HV       | 4.6.1   | 9. November 2015   | Aktualisierung der x264-Kompressor-Bibliothek; verbesserte MP3-Dekodierung; Videoskalierung „next neighbor“ oder bikubisch; „linear“ ist entfallen; Proxy-Bearbeitung erleichtert die 4K-Dekodierung |
| 5.1(GG)  | 5.1     | 31. März 2016      | Die erste der monatlichen Veröffentlichungen eines Zweigs, abgesehen von den Versionen HV, CV und .org. Die monatlichen Veröffentlichungen werden seitdem fortgesetzt, aber der Name ändert sich September 2018 in Cinelerra-GG Infinity. |
| HV       | 6.0     | 17. November 2016  | Die h264-Dekodierung wurde aktualisiert; keine Picons mehr im Asset-Fenster; Optimierung der Bewegungsverfolgung; Resampling-Effekte mit neuen Schnittstellen; Titler kann Untertiteldateien laden |
| HV       | 7.0     | 13. Oktober 2017   | Optimierte Anzeige von großformatigem Video; H.265-Dekodierung; optimierte Bildschirmaufzeichnung; sphärische Kameraüberblendung; Pipette kann den Maximalwert anzeigen; bei der Interpolation von CR2-Bildern wird immer ein Weißabgleich durchgeführt |
| GG       | 2018-09 | 30. September 2018 | Erste der monatlich erscheinenden Cinelerra-GG-Infinity-Version, mit rolling release. |
| HV       | 7.1     | 23. Januar 2019    | Export von H.265-Video im Quicktime-Container; Suche nach MKV-/WEBM-Dateien; Fehlerbehebung |
| GG       | 2019-01 | 31. Januar 2019    | Fünfte Monatsveröffentlichung; unterstützt nun auch die Jog-Wheels ShuttlePRO V.2 und ShuttleXpress von Contour Design |
| GG       | 2019-04 | 30. April 2019     | GPU-beschleunigte Dekodierung für einige Videoformate |
| GG       | 2019-05 | 31. Mai 2019       | GPU-beschleunigte Codierung für einige Videoformate |
| GG       | 2019-07 | 31. Juli 2019      | Wesentliche Verbesserungen bei der Arbeit mit Masken |
| HV       | 7.2     | 11. Oktober 2019   | Audio-Upgrade; neuer Flanger, Chorus, Tremolo und Mehrbandkompressor; Nachhall erhielt einen vollständigen Bandpassfilter; Kompressor mit VU-Meter und Rasterung; Pulseaudio-Unterstützung; samplegenaue Keyframes für Audio-Plug-ins; verbesserte Synchronisation zwischen den Audio-Plug-ins und dem Abspielkopf; Infobox beim Rechtsklicken auf eine Bearbeitung; Fehlerbehebungen |
| GG       | 2019-10 | 31. Oktober 2019   | Skalierung für HiDPI-Monitore; schnellere AV1-Dekodierung |
| GG       | 2020-01 | 31. Januar 2020    | Hinzufügung von OpenSuse Tumbleweed als unterstützte Plattform und Gentoo als Single-User-Plattform; eingeschränkte Windows-Version verfügbar |
| GG       | 2020-07 | 31. Juli 2020      | Hinzufügung der Funktion zum Ausrichten von Videos mittels Timecode; zwei weitere Untertitelformate; Autorotation von Videos mit Rotation-Metadata |
| GG       | 2021-02 | 28. Februar 2021   | Die 27. Veröffentlichung von Cinelerra-GG Infinity. Das Release-Format wurde von distro-spezifischer Verpackung auf AppImage geändert. Weitere Änderungen: die optionale Funktion zum automatischen Speichern von Backups ist jetzt eine Einstellung in den Voreinstellungen unter „Erscheinungsbild“; zusätzliche FFmpeg-Video-/Audio-Renderformate verfügbar, wie z. B. dnxhr-Varianten; Verbesserungen bei Seitenverhältnis und Interlace; das Batch-Render-Menü hat jetzt eine versteckte Funktion zur Vermeidung von Fehlern, die ein- und ausgeschaltet werden kann; Openjpeg wurde von 2.3.1 auf 2.4.0 aktualisiert. |
| HV       | 7.3     | 4. März 2021       | Fehlerbehebungen für die Ausführung auf einem 4K-Monitor. Unterstützung für ungerade Framegrößen in OpenGL. CR3-Dateiformat. Automatischer Histogramm-Wert. |
| GG       | 2021-05 | 31. Mai 2021       | Die 29. Version von Cinelerra-GG Infinity. Hinzufügung kontextabhängige Hilfe über alt-h. |
| GG       | 2021-07 | 31. Juli 2021      | Die 31. Version von Cinelerra-GG Infinity. Updates für x264, x265 und AV1 Codecs, H.265 10 und 12 Bit Unterstützung aktualisiert und mit 8 Bit kombiniert, Verbesserungen beim EDL Export, PAL/NTSC Farbraumaufteilung. |
| GG       | 2021-08 | 31. August 2021    | Die 32. Version von Cinelerra-GG Infinity. Das integrierte ffmpeg wurde auf Version 4.4 aktualisiert, über 20 neue Audio-/Videoeffekte, konfigurierbare schnelle/langsame Geschwindigkeiten. |
| HV       | 7.4     | 21. November 2021  | Eine verschachtelte EDL laden, ohne sie einzufügen. Ein Asset für eine verschachtelte EDL austauschen. Ändern der Bildrate einer verschachtelten EDL. Transparenz-Schachbrett. Ändern der Parameter einer einzelnen Bearbeitung mit Texteingabe. Überprüfungen für rekursive verschachtelte EDLs. Fehlerbehebungen bei der Speicherverwaltung. |
| GG       | 2021-10 | 31. Oktober 2021   | Die 34. Version von Cinelerra-GG Infinity. Zusätzliche Renderformate (Cineform, DPX, MXF), Ungarisch als GUI-Sprache hinzugefügt, Korrektur der Titelüberblendung, Korrektur des langsamen Starts aufgrund von nicht benötigter Plugin-Erkennung. |